# Elleanthus hymenophorus
Elleanthus hymenophorus är en orkidéart som först beskrevs av Heinrich Gustav Reichenbach, och fick sitt nu gällande namn av Heinrich Gustav Reichenbach. Elleanthus hymenophorus ingår i släktet Elleanthus och familjen orkidéer. Inga underarter finns listade i Catalogue of Life.